# Ophionereis semoni
Ophionereis semoni is een slangster uit de familie Ophionereididae.
De wetenschappelijke naam van de soort werd in 1896 gepubliceerd door Ludwig Döderlein.